# Guanyin

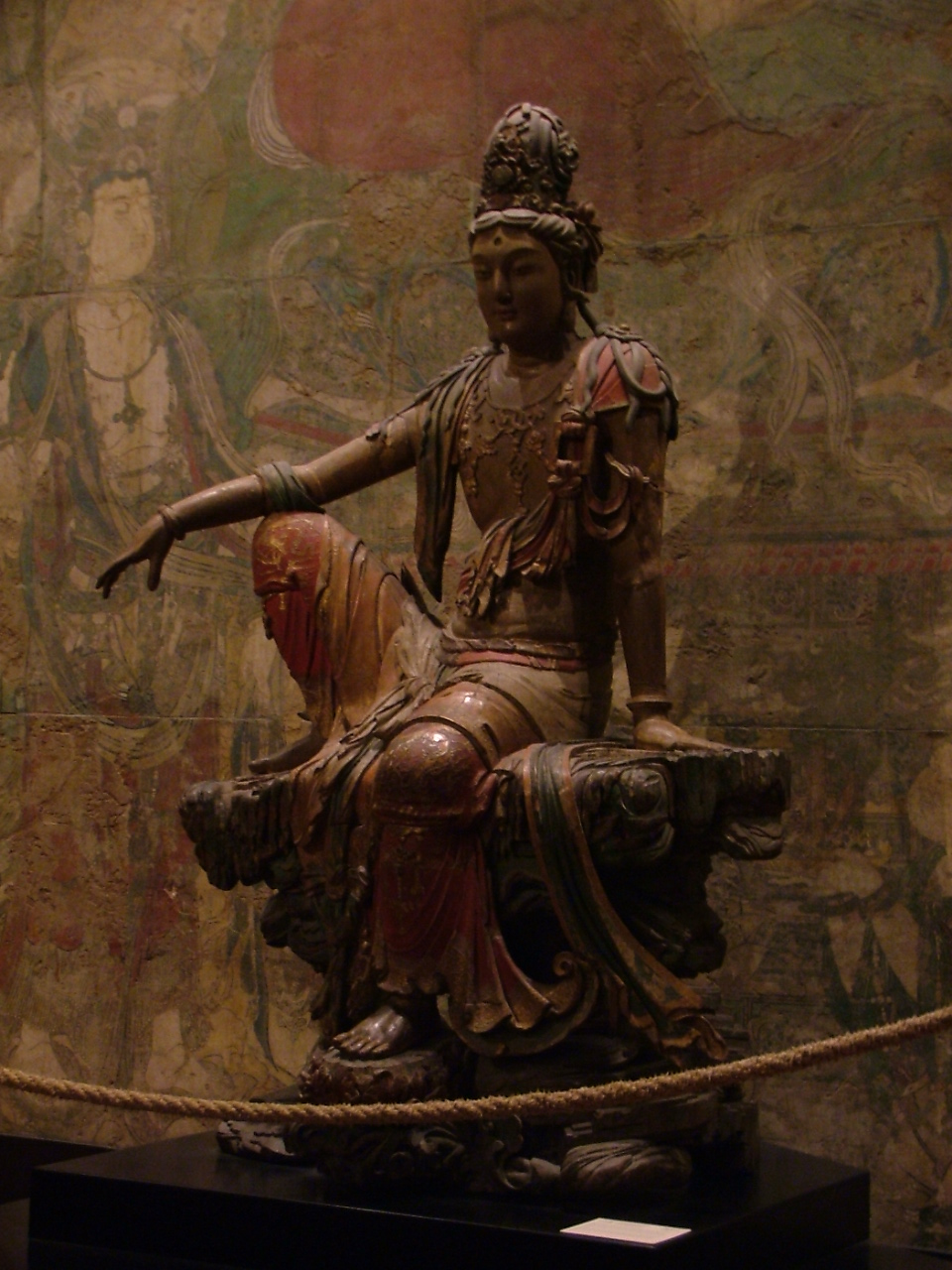
Holzstatue, spätere Liao-Dynastie, Provinz Shanxi

Guanyin (chinesisch 觀音 / 观音, Pinyin Guānyīn, W.-G. Kuan-yin) ist im ostasiatischen Mahayana-Buddhismus ein weiblicher Bodhisattva des Mitgefühls, wird aber im Volksglauben auch als Göttin verehrt. Guānyīn ist die chinesische Variante des Bodhisattva Avalokiteshvara (einer als männlich dargestellten Erscheinungsform). In Japan ist Guanyin unter dem Namen Kannon (japanisch 観音), in Vietnam als Quan Âm oder Quan Thế Âm Bồ Tát bekannt; in Korea als Kwan Seum Bosal (auch: Kwan-um oder Kwan-se-um). Ein weiterer, älterer Name für sie ist Guānzìzài (觀自在 / 观自在, jap. Kanjizai, 観自在).
Als eine der am meisten verehrten Figuren des ostasiatischen Buddhismus findet sie sich zahlreich in Ikonographie, Texten und praktizierter Religion. 

## Etymologie

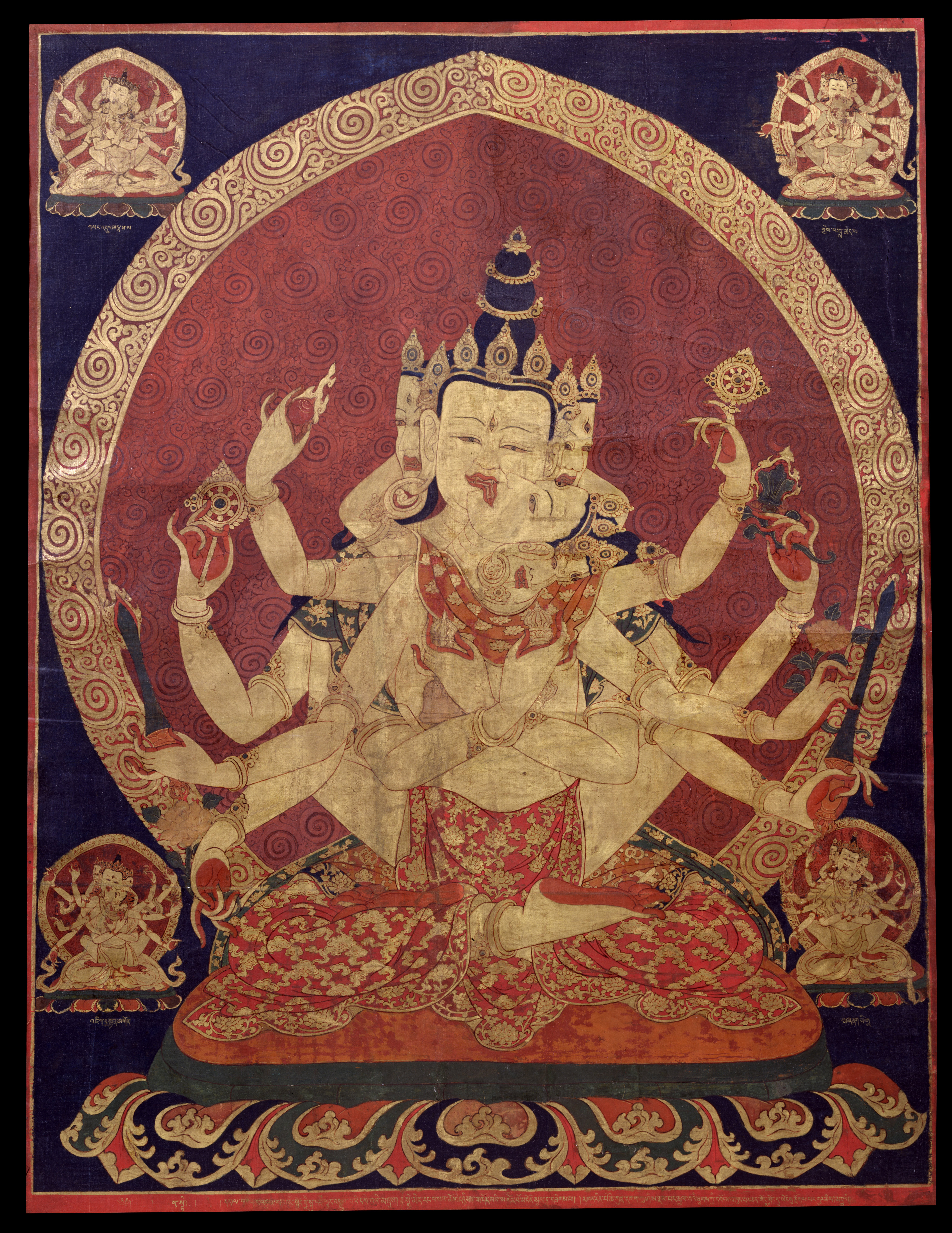
Tibetischer Thangka: Guhyasamâja-Avalokiteshvara Ming-Dynastie 17. Jahrhundert

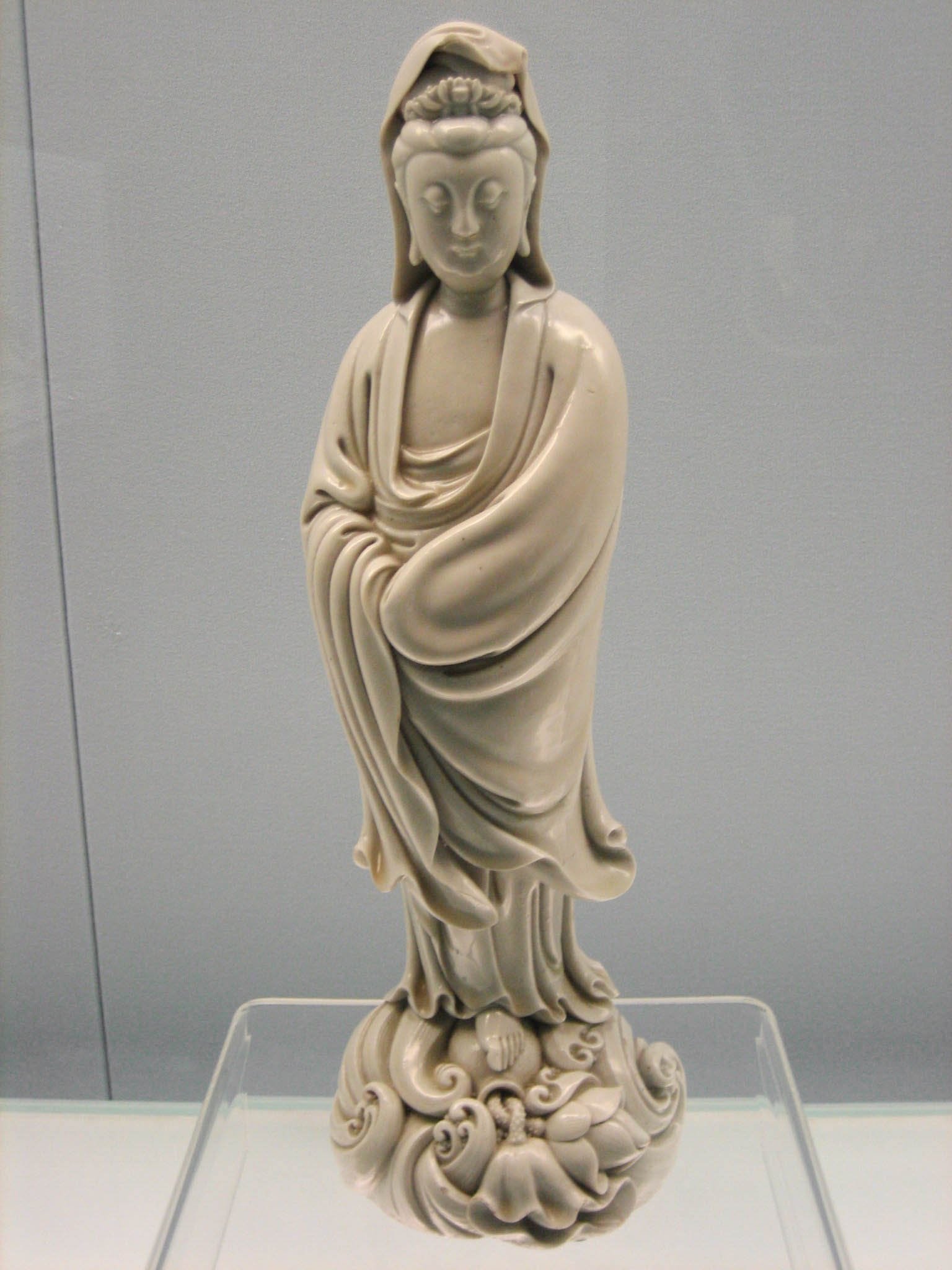
Porzellanstatue, Ming-Dynastie

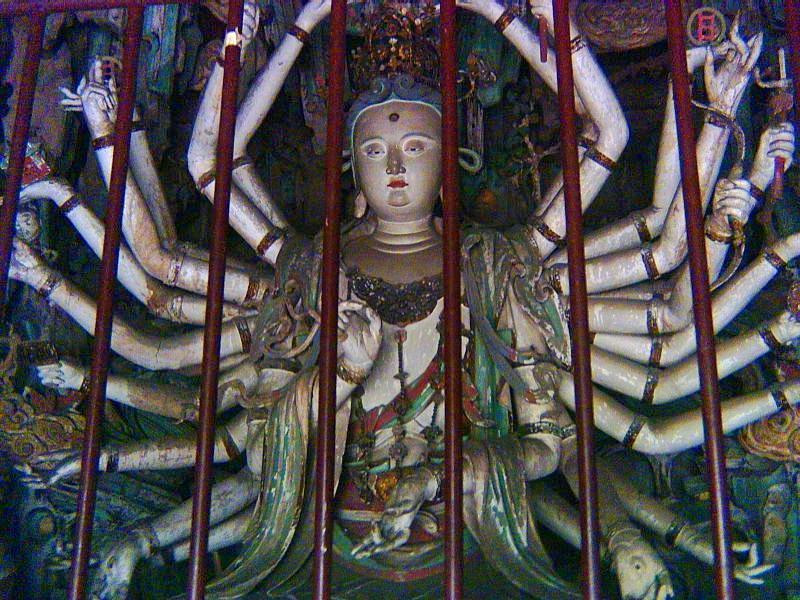
Statue der Guanyin im Kloster Shuanglin Si in Pingyao

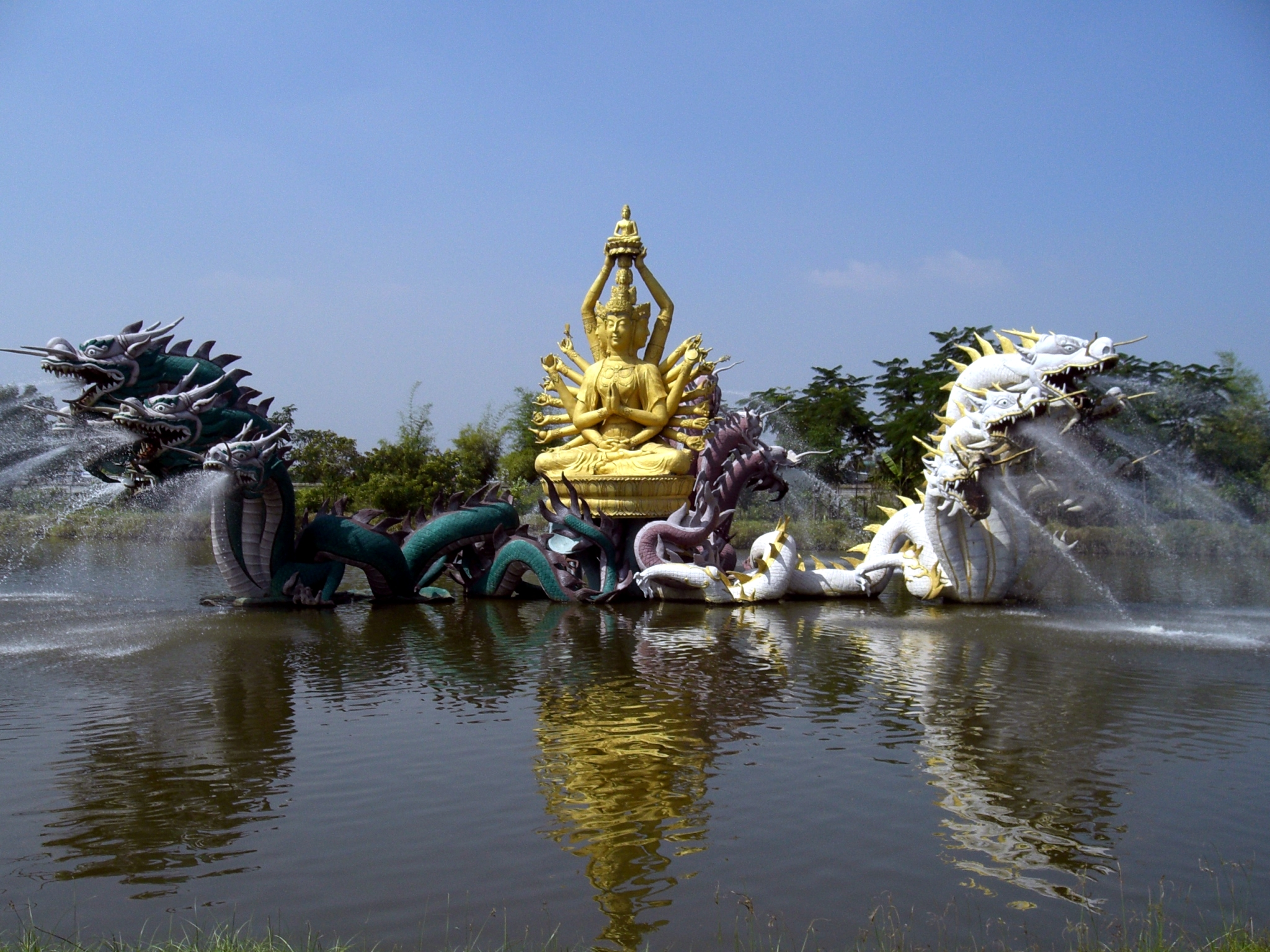
Statue der Guanyin in Mueang Boran in Thailand

In der etymologischen Deutung nach Liezi steht das Schriftzeichen 觀 / 观,  guān für „betrachten, anschauen, einen Blick auf etwas werfen“, oder „Anschauung, Ansicht“, 音,  yīn ist „Ton, Laut, Schall“. Der Name Guānyīn (jap. Kannon, kor. Gwan-eum) ist die Kurzform von Guānshìyīn (觀世音 / 观世音, jap. Kanzeon, kor. Gwan-se-eum) und bedeutet „die Töne der Welt wahrnehmend“.

## Ursprünge
Das Lotos-Sutra aus dem Mahāyāna-Buddhismus wurde mehrfach ins Chinesische übersetzt. Die bedeutendste Übersetzung stammt von Kumarajiva und wurde im Jahre 406 fertiggestellt. Hierbei wurde der Name des Bodhisattvas Avalokiteshvara aus dem Sanskrit in den chinesischen Namen Guānshìyīn übersetzt. Eine zentrale Rolle nimmt Guānyīn im Herz-Sutra ein. In China entstanden viele Statuen. Zunächst wurde Guānyīn gemäß der Übersetzung als Mann dargestellt. Mit der Verbreitung im Land wurde der Inhalt des Sutra oft mit bestehenden religiösen Vorstellungen und Praktiken vermischt.
In der Táng-Dynastie (618 bis 907) herrschte Toleranz und es kam zu intensiven Begegnungen vieler Religionen. Das Lotos-Sutra war wegen der Betonung des Mitgefühls sehr beliebt. Aber gerade in der Volksfrömmigkeit bestand ein großes Bedürfnis nach einer Gottheit mit femininen Attributen. Eine beliebte Göttin jener Zeit war Xīwángmǔ, die Königinmutter des Westens aus dem Daoismus. Durch die Vermischung dieser und anderer religiöser Ideen entstand im Laufe der Zeit die „Göttin“ Guānyīn, die im Lotos-Sutra 33 verschiedene Rollen einnehmen kann, von denen sieben weiblich sind.
Im Verlauf der Song-Dynastie vom 10. bis 13. Jahrhundert wurde Guānyīn im Nordwesten Chinas immer häufiger als Frau dargestellt. Im 12. Jahrhundert wurden auch in den religiösen Zentren alte Geschichten von Göttinnen und Helden mit Guānyīn in Verbindung gebracht.
Als portugiesische Jesuiten im späten 16. Jahrhundert nach China kamen, betrachteten chinesische Künstler die Madonna-Statuen als Darstellung Guānyīns und begannen neue Statuen nach diesem Vorbild herzustellen.
Andere Darstellungen von Guānyīn orientieren sich an Avalokiteshvara. Sie hat viele Augen, damit sie das Leid überall auf der Welt sieht, und viele Arme, damit sie überall helfen kann. Literarisch wird sie mit 1000 Augen und 1000 Armen beschrieben. Die meisten Statuen der „1000-händigen“ Kannon (jap. senju kannon) haben nur 42 Arme. Zugrunde liegend ist der Glaube, dass es 25 „Welten“ gäbe. Die Kannon hat 2 „normale“ Arme und 40 Arme, die in den Welten Lebewesen retten (in je einer Welt, und 24 davon daher nicht sichtbar). 40 × 25 = 1000, was den Namen erklärt. (Es gibt einige wenige Statuen, die tatsächlich 1000 Arme haben.)
In Japan wird sie oft als Jūichimen Kannon mit elf Köpfen dargestellt. Diese symbolisieren die Eigenschaft, in alle Richtungen zu sehen (allsehend zu sein). Die 11-köpfige Kannon des Yakushi-ji in Nara ist eine der berühmtesten.
Diese Bilder sollen die Idealvorstellung einer Gottheit ausdrücken, die alles sieht und jedem hilft und deshalb äußerst beschäftigt ist.

## Mythen und Legenden

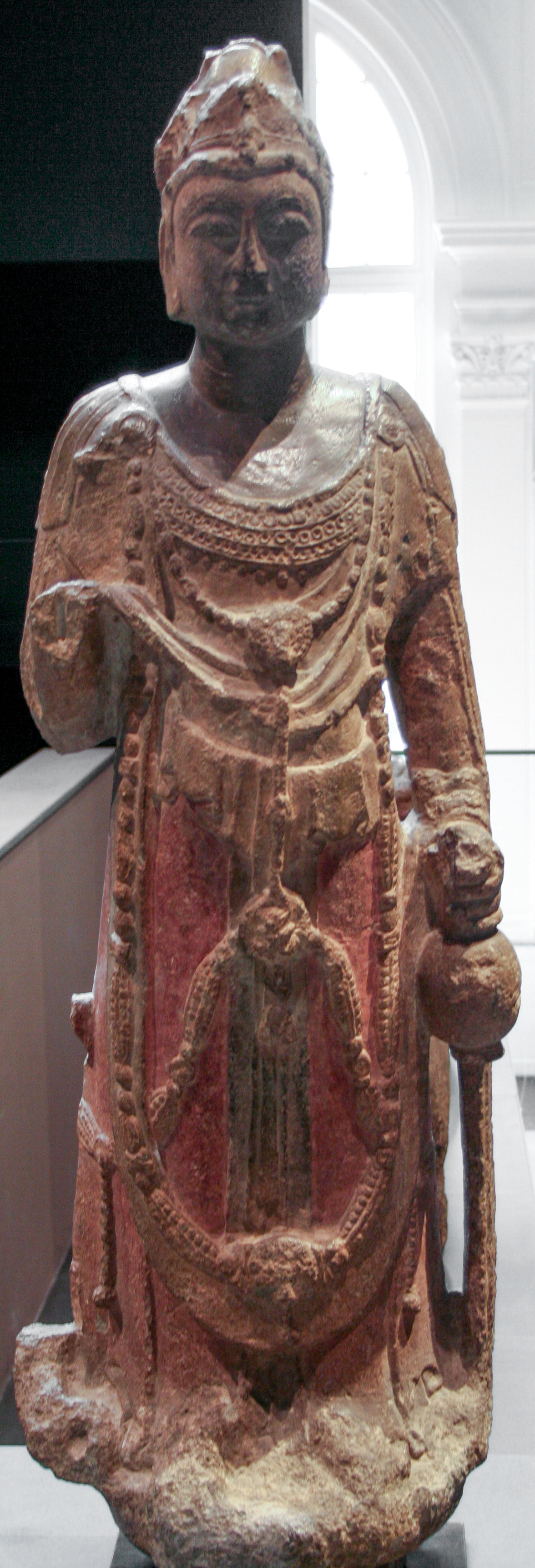
Avalokiteshvara-
Bodhisattva (Guanyin) der Sui-Dynastie

Es gibt unzählige Geschichten über die Macht und wundersame Hilfe, die von Guānyīn kommen soll. Die einzelnen Geschichten wiederum werden in verschiedenen Versionen erzählt. Die wichtigsten Geschichten kann man in drei Gruppen unterteilen:

### Guānyīn als Schöpferin
In dieser Geschichte wird die Notwendigkeit eines weisen und gütigen Herrschers für das Zusammenleben eines Volkes beschrieben.
Am Anfang der Zeiten lebte Guānyīn mit allen Geschöpfen auf der Erde. Sie zeigte ihnen, wie sie leben mussten und wie sie mit anderen umgehen sollten. Unter ihrer Vormundschaft lebten alle glücklich zusammen. Bei Meinungsverschiedenheiten baten sie Guānyīn um Rat und es wurde eine gute Lösung gefunden.
Aber es kam der Tag, an dem Guānyīn in den Himmel zurückkehren musste. Nun brachen viele Feindseligkeiten unter den Lebewesen aus. Ihr Wehklagen war so laut, dass es schließlich von Guānyīn gehört wurde…

### Die Legende von Miào Shàn
Diese Geschichte ist die berühmteste und hat am meisten zu ihrer Beliebtheit beigetragen.
Die Geschichte handelt von der Prinzessin Miào Shàn (妙善). Da der König und seine Frau schlechte Menschen sind, sehen sie nicht das Gute in ihrer Tochter. Durch die Schikanen ihrer Eltern lässt sie sich nicht vom rechten Weg abbringen. Miào Shàn entsagt der Welt und geht ins Kloster. Am Ende erkennen die Eltern die wahre Größe ihrer Tochter und werden bessere Menschen. In manchen Darstellungen wird Miào Shàn als eine frühere Inkarnation von Guānyīn beschrieben.
Die Legende von Miào Shàn nach Rudolf Bayerl.
Miao Shan, die Tochter eines chinesischen Fürsten, sollte einen benachbarten starken Kriegsherrn heiraten. Doch Miao Shan weigerte sich nachhaltig trotz aller Drohungen des Vaters. Sie weigerte sich einen Krieger zu heiraten, war jedoch bereit einen Mann zu heiraten, der, wie sie es tat, sich um arme und kranke Mitmenschen kümmert, zum Beispiel einen Arzt. Doch alle Weigerungen halfen Miao Shan nicht, bis dass ihr Vater sie wegen ihrer Haltung öffentlich auf einem Marktplatz töten lassen wollte. Als der Henker schon bereit stand und Miao Shan vor ihm kniete, kam der Herr des Himmels in der Gestalt eines mächtigen Tigers auf den Gerichtsplatz, packte Miao Shan mit seinem mächtigen Maul und trug sie geschwind auf einen hohen Berg in einem nahe gelegenen Wald. Dort legte er ihr die Pille des ewigen Lebens in den Mund und von nun an konnte Miao Shan vielen Menschen, die in Not geraten waren, helfen. Auch ihr eigener Vater war darunter, als er schwer krank wurde. Alle Ärzte konnten ihm nicht helfen, bis ein alter Mönch kam und ihm sagte, er müsse einen Menschen finden, der für ihn freiwillig sein Augenlicht spenden würde. Doch der Vater sagte dem Mönch, dass dies wohl nicht der Fall sein würde. Er sei kein guter Fürst gewesen und hätte seine Untertanen auch nie so gut umsorgt, dass irgendeiner sein Augenlicht für ihn opfern würde. Doch der Mönch sagte, er wisse jemanden, der dies tun würde, und führte den Fürsten nebst seiner Ehefrau in den Wald und auf den Berg, auf dem Miao Shan lebte. Natürlich hat sie ihrem Vater vergeben und er wurde geheilt. Und damit sie weiterhin helfen konnte, stattete sie der Herr des Himmels mit hundert Armen, vielen Köpfen mit vielen Augen aus. Deshalb gibt es auch eine Anzahl von Darstellungen, in denen die Göttin der Barmherzigkeit Guan Yin, das ist aus Miao Shan geworden, mit vielen Armen und mehreren Häuptern gestaltet wurde. Sehr häufig sieht man Guan Yin (Miao Shan) auch mit einer Perle in ihren Händen dargestellt. Das ist ein Geschenk des Herrn des Meeres. Dessen Sohn schwamm wieder einmal zu seinem Vergnügen in Gestalt eines prächtigen Fisches durch das Reich seines Vaters. Doch – oh Schreck – er geriet in das Netz eines Fischers und wäre wohl verloren gewesen, hätte ihn nicht Guan Yin (Miao Shan) aus dem Fischernetz befreit. Diese Geschichte erzählte er natürlich seinem Vater, der die schönste Perle aus seinem Reich suchte und sie durch seine Tochter Guan Yin als Dankeschön bringen ließ. Deshalb sieht man nicht selten in Guan-Tempeln ein Mädchen an der Seite Guan Yins, welche die Tochter des Herrn des Meeres darstellen soll. Dies ist die Hauptlegende von Miao Shan, aus welcher Guan Yin – in Hong Kongs Canton-Sprache als Gun Yam bezeichnet – entstanden ist. In hunderten von chinesischen Dörfern und Städten stehen Tempel der Guan Yin gewidmet, in denen Menschen für erbrachte Hilfe danken oder um deren Erfüllung bitten.

### Guānyīn und das Meer
An der Küste Chinas gab es viele Kulte um Meeresgöttinnen, die häufig nur regionale Bedeutung haben. Viele Geschichten erzählen von Reisenden oder Seeleuten, die auf wunderbare Weise gerettet wurden. Die alten Geschichten werden heute mit Guānyīn als Helferin erzählt.
Auf der Insel Pǔtuó, 110 km vor Nìngbō, an der Schifffahrtsroute von Japan nach Taiwan, liegt der Berg Pǔtuóshān. Dieser war früher ein heiliger Berg des Daoismus. Im späten 14. Jahrhundert wurde er zu einem Zentrum der Verehrung Guānyīns und zu einem heiligen Berg der Buddhisten.

### Psychologische Deutung
Der Analytischen Psychologie in der Tradition Carl Gustav Jungs gilt Guānyīn als besonders deutliche Ausprägung des Mutterarchetyps.

## Beispiele
- Ōfuna-Kannon